# Liste der Monuments historiques in Saulx-le-Duc
Die Liste der Monuments historiques in Saulx-le-Duc führt die Monuments historiques in der französischen Gemeinde Saulx-le-Duc auf.

## Liste der Objekte
| Bezeichnung                                | Beschreibung                                                 | Standort                                     | Kennzeichnung | Schutzstatus | Datum | Bild |
| ------------------------------------------ | ------------------------------------------------------------ | -------------------------------------------- | ------------- | ------------ | ----- | ---- |
| Grabstein für Guillaume, Seigneur de Saulx | Kalkstein, bezeichnet 1266                                   | in der Kirche Assomption-de-la-Vierge (Lage) | PM21002155    | Classé       | 1913  |      |
| Zwölf-Apostel-Retabel                      | Kalkstein, 15. Jahrhundert                                   | in der Kirche Assomption-de-la-Vierge (Lage) | PM21002156    | Classé       | 1913  |      |
| Relief Grablegung                          | Kalkstein, farbig gefasst, erste Hälfte des 16. Jahrhunderts | in der Kirche Assomption-de-la-Vierge (Lage) | PM21002157    | Classé       | 1913  |      |
| Skulptur Heiliger Eligius                  | Holz, farbig gefasst, 16. Jahrhundert                        | in der Kirche Assomption-de-la-Vierge (Lage) | PM21002158    | Classé       | 1913  |      |
| Skulptur Heiliger Jakobus der Ältere       | Holz, farbig gefasst, 16. Jahrhundert                        | in der Kirche Assomption-de-la-Vierge (Lage) | PM21002159    | Classé       | 1913  |      |